# Tipografija
Tipografíja (iz grščine τύπος, týpos, odtis, figura) je veda o tipografskem oblikovanju. Preučuje izdelavo črk in pisav ter njihovo uporabo v besedilu, z namenom napraviti besedilo berljivo in estetsko. 
Tipografija je v ožjem pomenu tudi črkovna vrsta, na primer Arial ali Times New Roman.